# American Society of International Law
De

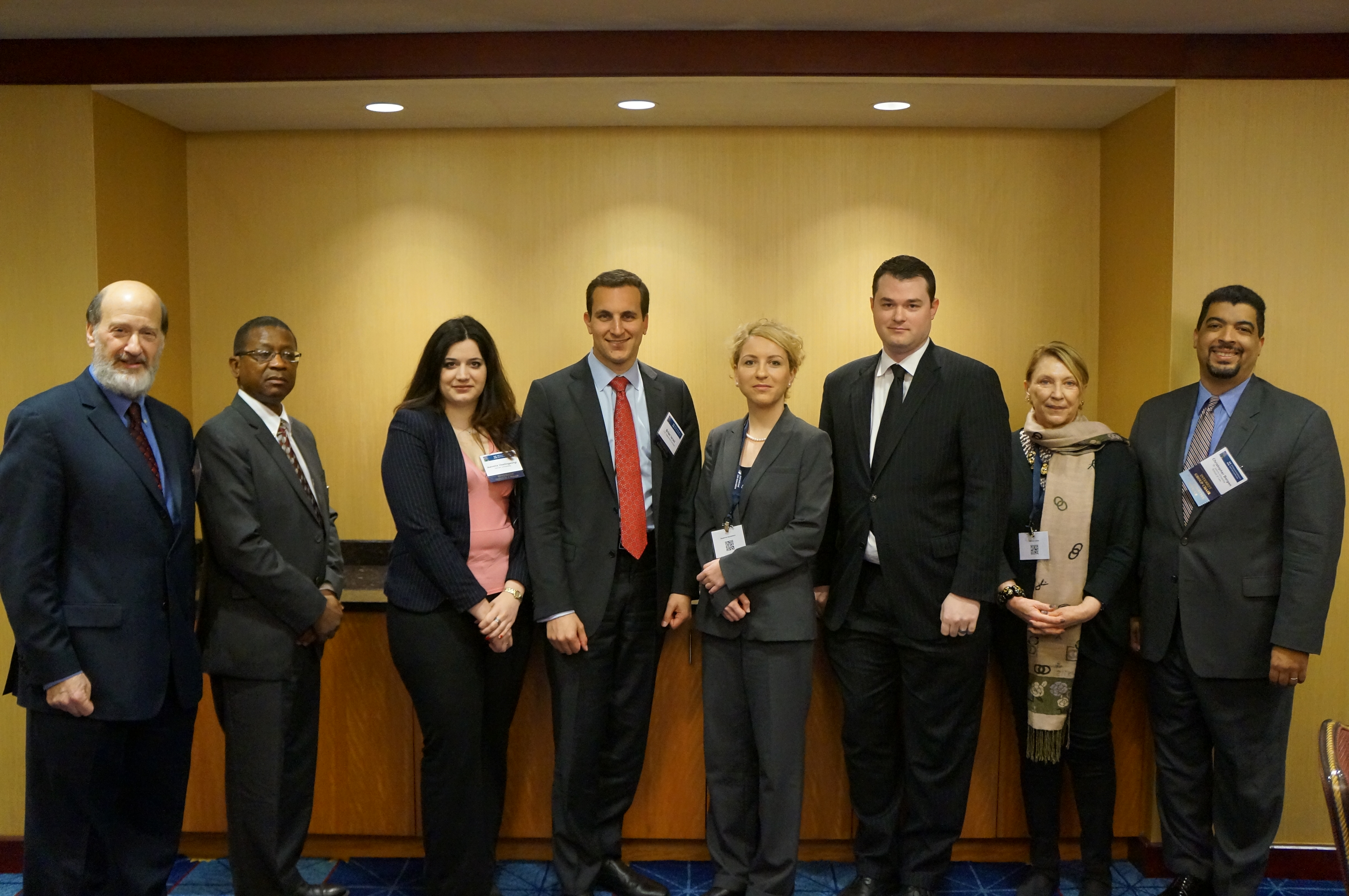
The Co-Chairs and members of the Space Law Interest Group of the American Society of International Law at the 2014 Business Meeting in Washington, DC. Not pictured is Gerald Shields who photographed the group.

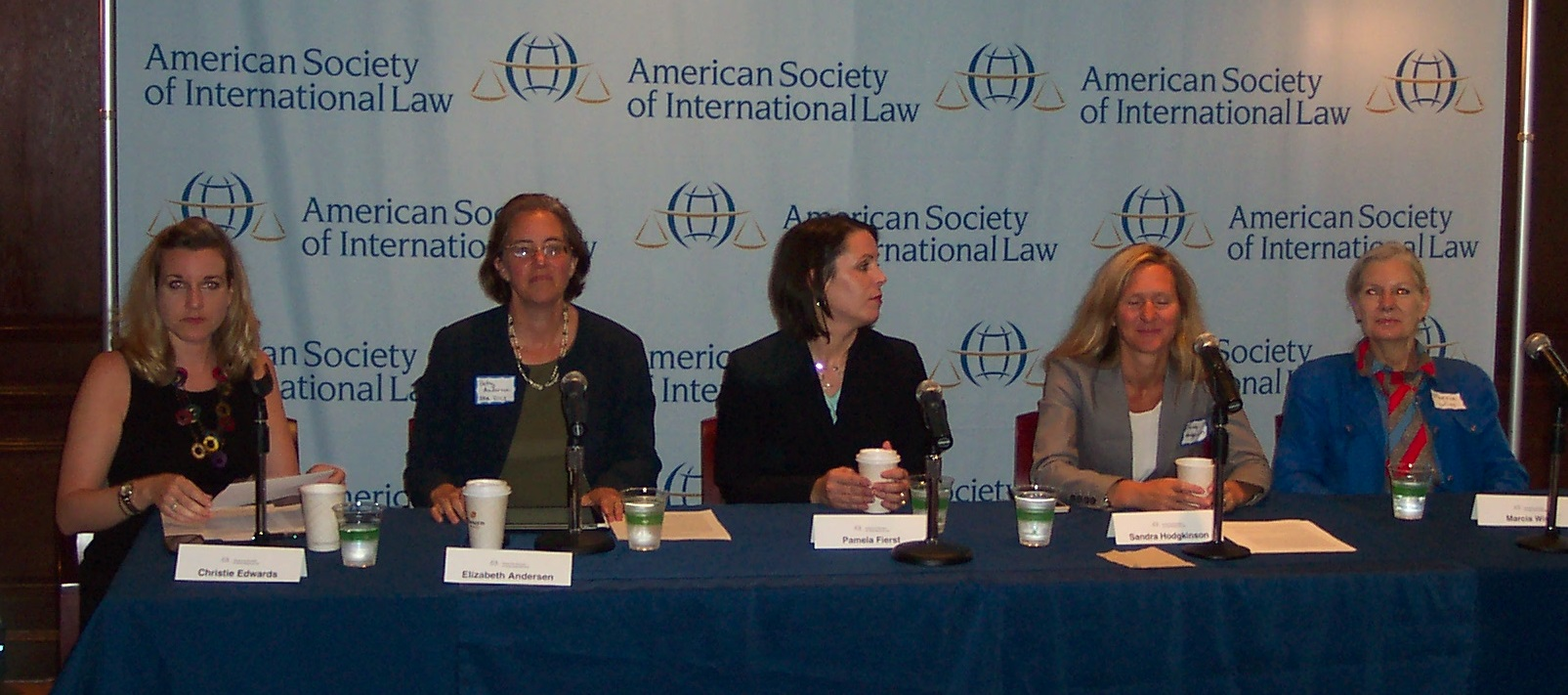
At American Society of International Law Women's Interest Group panel discussion on 31 August 2014, (l to r) Christine Edwards, Elizabeth Anderson, Pamela Fierst, Sandra L. Hodgkinson, and Marcia Wiss discuss international law and careers.

American Society of International Law (ASIL) is een Amerikaanse vakorganisatie die zich richt op internationaal recht. De organisatie werd in 1906 opgericht en is gevestigd in Washington D.C. In 1950 verkreeg de organisatie de erkenning van het Amerikaanse Congres, overeenkomstig de United States Code.
Rond 4.000 leden in ongeveer 100 landen zijn aangesloten bij de ASIL. Het doel van de organisatie is de ondersteuning van studie en onderzoek op het gebied van internationaal recht alsook het vestigen en voorzetten van internationale betrekkingen op basis van recht en gerechtigheid. Ze heeft de waarnemende status bij de Economische en Sociale Raad van de Verenigde Naties en brengt verschillende publicaties uit, waaronder het vakblad American Journal of International Law.
De hoogste onderscheiding van de organisatie is de Manley O. Hudson Medal die genoemd is naar Manley Ottmer Hudson (1886-1960), een gerenommeerd wetenschapper op het gebied van mensenrechten en rechter aan het voormalige Permanent Hof van Internationale Justitie.

## Lijst van voorzitters
- Elihu Root (1907-1924)
- Charles Evans Hughes (1924-1929)
- Cordell Hull (1939-1942)
- Manley Ottmer Hudson (1949-1952)
- Philip Jessup (1954-1955)
- Myres Smith McDougal (1958-1959)
- Hardy Dillard (1962-1963)
- John Reese Stevenson (1966-1968)
- Oscar Schachter (1968-1970)
- Harold Lasswell (1970-1972)
- Richard Baxter (1974-1976)
- Clarence Clyde Ferguson Jr. (1978-1980)
- Louis Bruno Sohn (1988-1990)
- Edith Brown Weiss (1992-1994)
- Louis Henkin (1994-1996)
- Charles N. Brower (1996-1998)
- Thomas M. Franck (1998-2000)
- Anne-Marie Slaughter (2002-2004)